# Західні варвари
Західні варвари (кит.: 戎, жун, «душогуби»; кит.: 西戎, сіжун, «західні душогуби») — термін китаєцентричної політичної філософії. У класичних китайських текстах позначає усіх мешканців Землі, які живуть на захід від Китаю, насамперед у західній частині Євразійського степу, ісламському світі, Європі та Африці, і не визнають примату китайського імператора.
Окрім Китаю термін використовувався країнами, які послуговувалися поняттям Піднебесна: Кореєю, Японією, Монгольською імперією тощо.